# گوانوزین دی‌فسفات مانوز
گوانوزین دی‌فسفات مانوز (به انگلیسی: Guanosine diphosphate mannose) با فرمول شیمیایی C۱۶H۲۵N۵O۱۶P۲ یک ترکیب شیمیایی با شناسه پاب‌کم ۱۸۳۹۶ است. که جرم مولی آن ۶۰۵٫۳۴۱ g/mol می‌باشد. 